# 瓦伊略區
14°07′08″S 73°19′05″W / 14.119°S 73.318°W
瓦伊略區（西班牙語：Distrito de Ihuayllo），是秘魯的一個區，位於該國南部阿普里馬克大區的艾馬賴斯省，始建於1960年5月12日，面積72.9平方公里，海拔高度3,139米，2005年人口721，人口密度每平方公里9.9人。